# CSB (autoestrada)
A  CSB  - Circular Sul de Braga é uma autoestrada que estabelece a ligação entre a   A 11  e as zonas sul e este de Braga num total de 3,5 km.
A  CSB  faz parte da Brisa Concessão Rodoviária  (BCR) que foi adjudicada em 26 de fevereiro de 2009 à Brisa.
Esta via foi alvo de obras de beneficiação do pavimento no ano de 2019.

## Estado dos Troços
| Troço               | Situação (2025) | km  |
| ------------------- | --------------- | --- |
| Celeirós - Nogueira | Em serviço      | 3,5 |

## Perfil
| Troço               | Perfil | Extensão |
| ------------------- | ------ | -------- |
| Celeirós - Nogueira |        | 3,5 km   |